# Leichtathletik-Europameisterschaften 2018/Stabhochsprung der Frauen

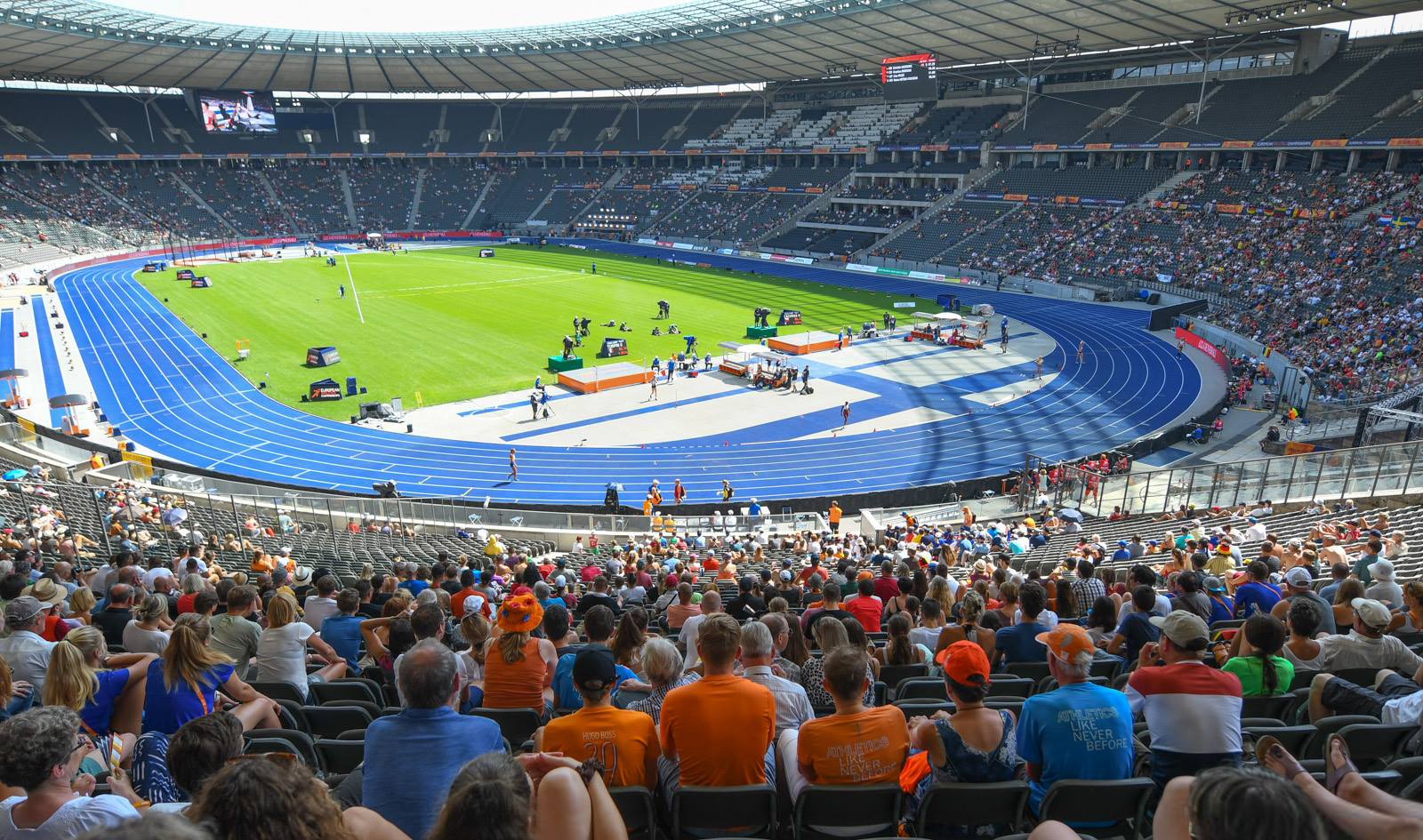
Das Berliner Olympiastadion am 9. August 2018

Der Stabhochsprung der Frauen bei den Leichtathletik-Europameisterschaften 2018 fand am 7. und 9. August im Olympiastadion in der deutschen Hauptstadt Berlin statt.
Es kam zu einem griechischen Doppelsieg. Europameisterin wurde Katerina Stefanidi, die den Wettkampf vor Nikoleta Kyriakopoulou gewann. Die Britin Holly Bradshaw errang die Bronzemedaille.

## Rekorde

### Bestehende Rekorde
| Weltrekord           | 5,06 m | Jelena Issinbajewa | Zürich, Schweiz       | 20. August 2009 |
| Europarekord         | 5,06 m | Jelena Issinbajewa | Zürich, Schweiz       | 20. August 2009 |
| Meisterschaftsrekord | 4,80 m | Jelena Issinbajewa | EM Göteborg, Schweden | 12. August 2006 |

### Rekordverbesserung
Der bestehende EM-Rekord wurde zunächst zweimal egalisiert und dann verbessert:
- 4,80 m (Egalisierung) – Katerina Stefanidi (Griechenland), Finale am 9. August, erster Versuch
- 4,80 m (Egalisierung) – Nikoleta Kyriakopoulou (Griechenland), Finale am 9. August, zweiter Versuch
- 4,85 m (Verbesserung) – Katerina Stefanidi (Griechenland), Finale am 9. August, dritter Versuch

## Legende
Kurze Übersicht zur Bedeutung der Symbolik – so üblicherweise auch in sonstigen Veröffentlichungen verwendet:
| CR  | Championshiprekord                    |
| SB  | Persönliche Jahresbestleistung        |
| e   | egalisiert                            |
| NM  | keine Höhe (no mark)                  |
| ogV | ohne gültigen Versuch                 |
| –   | verzichtet                            |
| o   | übersprungen                          |
| x   | ungültig                              |
| r   | Wettkampf nicht fortgesetzt (retired) |

## Qualifikation
7. August 2018, 19:05 Uhr MESZ
Die Qualifikation wurde in zwei Gruppen durchgeführt. Die Qualifikationshöhe betrug 4,55 m. Nachdem sich abzeichnete, dass 4,50 m bzw. sogar 4,45 m für die Finalqualifikation ausreichen würden, ging nur eine Springerin diese Höhe überhaupt an, die sie dann auch bewältigte (hellblau unterlegt). Darüber hinaus rekrutierte sich das aus wenigstens zwölf Teilnehmerinnen bestehende Finalfeld aus den nächst besten elf Athletinnen beider Gruppen (hellgrün unterlegt). Diese hatten mindestens im ersten Sprung 4,35 m übersprungen bei höchstens einem vorherigen Fehlversuch.

### Gruppe A

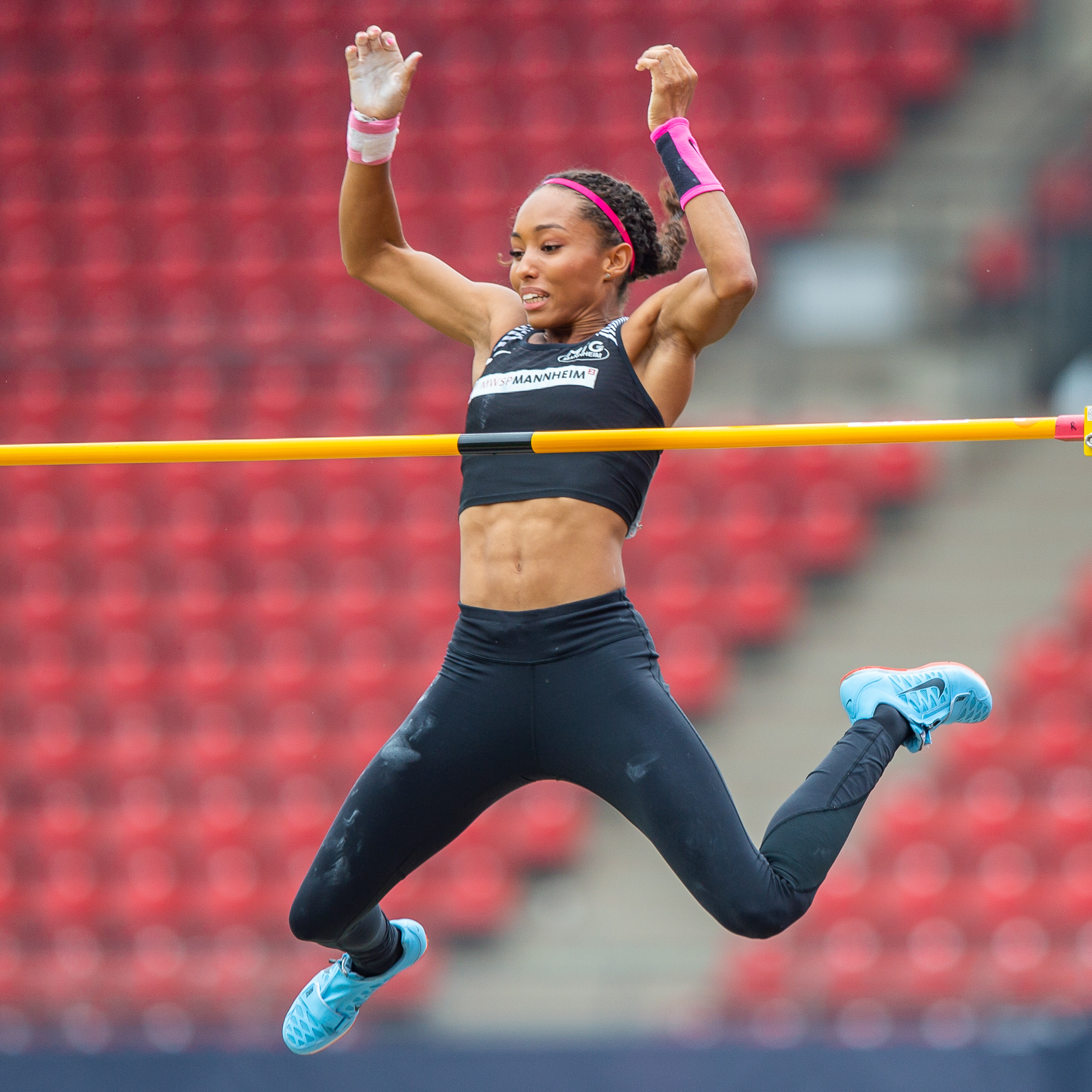
Jacqueline Otchere überquerte zwar die letztlich notwendigen 4,35 m, hatte dabei jedoch zwei Fehlversuche und schied deshalb aus

| Platz | Athletin              | Land                        | Versuchsserie (m) | Versuchsserie (m) | Versuchsserie (m) | Versuchsserie (m) | Versuchsserie (m) | Versuchsserie (m) | Höhe (m) |
| Platz | Athletin              | Land                        | 4,00              | 4,20              | 4,35              | 4,45              | 4,50              | 4,55              | Höhe (m) |
| ----- | --------------------- | --------------------------- | ----------------- | ----------------- | ----------------- | ----------------- | ----------------- | ----------------- | -------- |
| 01    | Anschelika Sidorowa   | Authorised Neutral Athletes | –                 | –                 | –                 | –                 | o                 | r                 | 4,50     |
| 02    | Ninon Guillon-Romarin | Frankreich                  | –                 | –                 | –                 | o                 | –                 |                   | 4,45     |
| 03    | Eleni-Klaoudia Polak  | Griechenland                | xo                | xo                | xo                | o                 | –                 |                   | 4,45     |
| 04    | Amálie Švábíková      | Tschechien                  | xo                | xxo               | o                 | xo                | –                 |                   | 4,45     |
| 05    | Angelica Bengtsson    | Schweden                    | –                 | –                 | xo                | xo                | –                 |                   | 4,45     |
| 06    | Lucy Bryan            | Großbritannien              | o                 | o                 | xo                | xxx               |                   |                   | 4,35 SBe |
| 07    | Wilma Murto           | Finnland                    | –                 | o                 | xxo               | xxx               |                   |                   | 4,35     |
| 07    | Jacqueline Otchere    | Deutschland                 | o                 | o                 | xxo               | xxx               |                   |                   | 4,35     |
| 09    | Angelica Moser        | Schweiz                     | –                 | o                 | xxx               |                   |                   |                   | 4,20     |
| 10    | Mónica Clemente       | Spanien                     | o                 | xo                | xxx               |                   |                   |                   | 4,20     |
| 10    | Lene Retzius          | Norwegen                    | o                 | xo                | xxx               |                   |                   |                   | 4,20     |
| 12    | Femke Pluim           | Niederlande                 | –                 | xxo               | xxx               |                   |                   |                   | 4,20     |
| 12    | Tina Šutej            | Slowenien                   | o                 | xxo               | xxx               |                   |                   |                   | 4,20     |
| 14    | Stefanie Dauber       | Deutschland                 | o                 | xxx               |                   |                   |                   |                   | 4,00     |

### Gruppe B

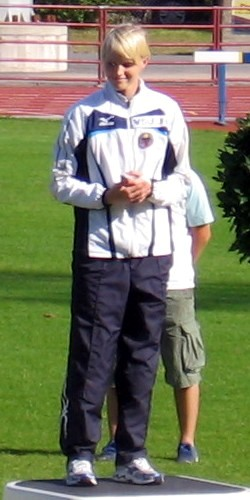
4,35 m reichten Minna Nikkanen nicht zur Finalteilnahme, weil sie zuvor zwei Fehlversuche hatte
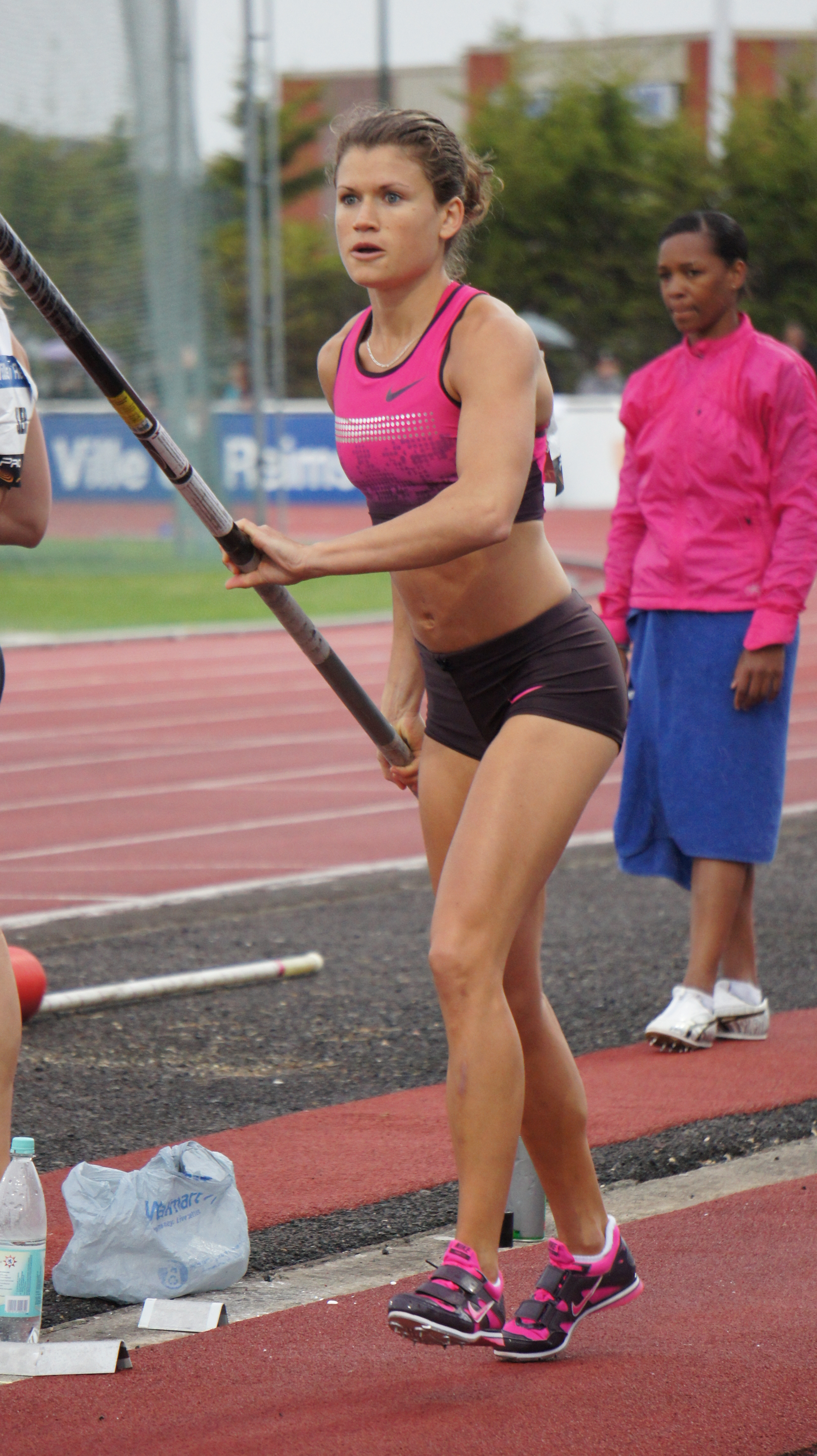
Für Marion Lotout waren im zweiten Versuch gemeisterte 4,35 m zu wenig, um im Finale dabei zu sein

| Platz | Athletin               | Land                        | Versuchsserie (m) | Versuchsserie (m) | Versuchsserie (m) | Versuchsserie (m) | Versuchsserie (m) | Versuchsserie (m) | Höhe (m) |
| Platz | Athletin               | Land                        | 4,00              | 4,20              | 4,35              | 4,45              | 4,50              | 4,55              | Höhe (m) |
| ----- | ---------------------- | --------------------------- | ----------------- | ----------------- | ----------------- | ----------------- | ----------------- | ----------------- | -------- |
| 01    | Katerina Stefanidi     | Griechenland                | –                 | –                 | –                 | –                 | –                 | o                 | 4,55     |
| 02    | Holly Bradshaw         | Großbritannien              | –                 | –                 | –                 | –                 | o                 | r                 | 4,50     |
| 03    | Nikoleta Kyriakopoulou | Griechenland                | –                 | –                 | –                 | o                 | r                 |                   | 4,45     |
| 03    | Maryna Kylypko         | Ukraine                     | –                 | o                 | o                 | o                 | r                 |                   | 4,45     |
| 03    | Olga Mullina           | Authorised Neutral Athletes | –                 | o                 | o                 | o                 | r                 |                   | 4,45     |
| 03    | Iryna Schuk            | Belarus                     | –                 | o                 | o                 | o                 | –r                |                   | 4,45     |
| 07    | Carolin Hingst         | Deutschland                 | o                 | xo                | o                 | xxx               |                   |                   | 4,35     |
| 08    | Lisa Gunnarsson        | Schweden                    | –                 | xxo               | o                 | xxx               |                   |                   | 4,35     |
| 08    | Minna Nikkanen         | Finnland                    | –                 | xxo               | o                 | xxx               |                   |                   | 4,35 SBe |
| 10    | Marion Lotout          | Frankreich                  | –                 | o                 | xo                | xxx               |                   |                   | 4,35     |
| 11    | Maialen Axpe           | Spanien                     | o                 | xo                | xxo               | xxx               |                   |                   | 4,35     |
| 12    | Justyna Śmietanka      | Polen                       | –                 | o                 | xxx               |                   |                   |                   | 4,20     |
| 13    | Molly Caudery          | Großbritannien              | xxo               | xo                | xxx               |                   |                   |                   | 4,20     |

## Finale
8. August 2018, 19:20 Uhr MESZ
| Platz | Athletin               | Land                        | Versuchsserie (m) | Versuchsserie (m) | Versuchsserie (m) | Versuchsserie (m) | Versuchsserie (m) | Versuchsserie (m) | Versuchsserie (m) | Versuchsserie (m) | Versuchsserie (m) | Höhe (m) |
| Platz | Athletin               | Land                        | 4,30              | 4,45              | 4,55              | 4,65              | 4,70              | 4,75              | 4,80              | 4,85              | 4,96              | Höhe (m) |
| ----- | ---------------------- | --------------------------- | ----------------- | ----------------- | ----------------- | ----------------- | ----------------- | ----------------- | ----------------- | ----------------- | ----------------- | -------- |
|       | Katerina Stefanidi     | Griechenland                | –                 | –                 | –                 | o                 | –                 | o                 | o0CRe             | xxo CR            | xxx               | 4,85 CR  |
|       | Nikoleta Kyriakopoulou | Griechenland                | –                 | o                 | xo                | o                 | o                 | o                 | xo CRe            | xxx               |                   | 4,80 SB  |
|       | Holly Bradshaw         | Großbritannien              | –                 | –                 | o                 | o                 | –                 | xxo               | xxx               |                   |                   | 4,75     |
| 4     | Anschelika Sidorowa    | Authorised Neutral Athletes | –                 | –                 | o                 | –                 | xxo               | –                 | xxx               |                   |                   | 4,70     |
| 5     | Ninon Guillon-Romarin  | Frankreich                  | –                 | o                 | o                 | o                 | xxx               |                   |                   |                   |                   | 4,65     |
| 6     | Angelica Bengtsson     | Schweden                    | –                 | o                 | xo                | xo                | xxx               |                   |                   |                   |                   | 4,65     |
| 7     | Iryna Schuk            | Belarus                     | o                 | xo                | xxo               | xxx               |                   |                   |                   |                   |                   | 4,55     |
| 8     | Maryna Kylypko         | Ukraine                     | xo                | xo                | xxx               |                   |                   |                   |                   |                   |                   | 4,45     |
| 9     | Carolin Hingst         | Deutschland                 | o                 | xxx               |                   |                   |                   |                   |                   |                   |                   | 4,30     |
| 9     | Amálie Švábíková       | Tschechien                  | o                 | xxx               |                   |                   |                   |                   |                   |                   |                   | 4,30     |
| 11    | Olga Mullina           | Authorised Neutral Athletes | xo                | xxx               |                   |                   |                   |                   |                   |                   |                   | 4,30     |
| NM    | Eleni-Klaoudia Polak   | Griechenland                | xxx               |                   |                   |                   |                   |                   |                   |                   |                   | ogV      |

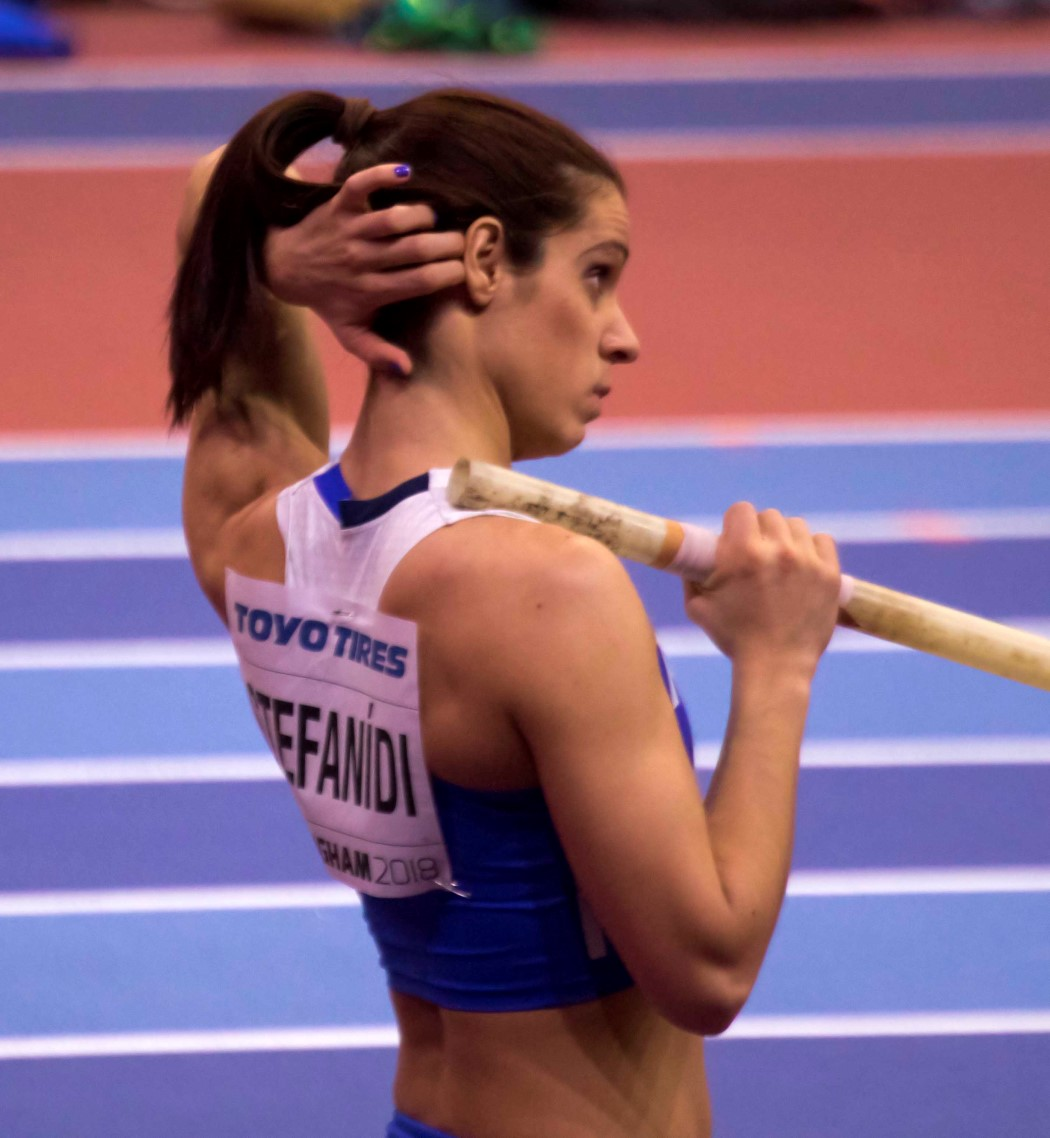
Die dominante Stabhochspringerin dieser Jahre Ekaterini Stefanidi wurde erneut Europameisterin

Als Favoritin ging die Griechin Katerina Stefanidi in diese Konkurrenz. Sie war die amtierende Weltmeisterin, Olympiasiegerin von 2016 und Europameisterin von 2016. Ihre stärksten Gegnerinnen waren vor allem ihre Landsfrau Nikoleta Kyriakopoulou als WM-Dritte von 2015, EM-Dritte von 2012 und EM-Vierte von 2016, die Schwedin Angelica Bengtsson als EM-Dritte von 2016 und WM-Vierte von 2015 sowie die britische Olympiafünfte von 2016 und WM-Sechste von 2017 Holly Bradshaw.
Sechs Athletinnen waren noch im Wettbewerb als die Sprunghöhe von 4,70 m aufgelegt wurde. Vorher war Iryna Schuk als Siebte mit übersprungenen 4,55 m ausgeschieden. Vier Springerinnen waren bisher ohne Fehlversuch geblieben. Stefanidi hatte erst einen einzigen Sprung absolviert und damit 4,65 m gemeistert. Auch die unter neutraler Flagge startende Russin Anschelika Sidorowa war erst einmal angetreten. Sie hatte 4,55 m bewältigt und 4,65 m ausgelassen. Darüber hinaus waren die Französin Ninon Guillon-Romarin und Bradshaw noch ohne Fehlversuch dabei. Bengtsson und Kyriakopoulou hatten je einen Fehlsprung zu Buche stehen. Stefanidi und Bradshaw ließen die aufgelegten 4,70 m aus. Kyriakopoulou war im ersten Anlauf erfolgreich, Sidorowa übersprang die Höhe im dritten Versuch. Guillon-Romarin und Bengtsson rissen jeweils dreimal und waren damit ausgeschieden. Ninon Guillon-Romarin wurde Fünfte, Angelica Bengtsson belegte Rang sechs.
Sidorowa ließ die nun anstehenden 4,75 m aus. Die beiden Griechinnen traten zu ihren Sprüngen bei dieser Höhe an und waren gleich beim ersten Mal erfolgreich, während Bradshaw drei Versuche benötigte, dann jedoch die Höhe übersprang. Gesteigert wurde jetzt wieder um fünf Zentimeter. Vier Athletinnen kämpften noch um die drei Medaillen und die Europameisterschaft. Alle vier Teilnehmerinnen versuchten sich an der neuen Sprunghöhe. Die Favoritin Stefanidi nahm auch diese Höhe sicher und gleich im ersten Anlauf. Aber der Titelkampf war noch nicht entschieden, denn auch Kyriakopoulou war erfolgreich, wenn auch erst mit ihrem zweiten Sprung. Die Entscheidung um die weiteren Platzierungen war dagegen gefallen. Sowohl Bradshaw als auch Sidorowa versuchten sich jeweils dreimal vergeblich an 4,80 m. Damit gewann Holly Bradshaw die Bronzemedaille, Anschelika Sidorowa wurde Vierte.
Im Kampf um Gold setzte sich Katerina Stefanidi bei der nächsten Höhe von 4,85 m durch. Im dritten Versuch war sie erfolgreich und verbesserte damit Jelena Issinbajewas Europameisterschaftsrekord um fünf Zentimeter. Nikoleta Kyriakopoulou riss 4,85 m dreimal und wurde Vizeeuropameisterin. Stefanidi ließ anschließend noch 4,96 m auflegen. Das war jedoch an diesem Tag zu hoch für sie, sie scheiterte dreimal.

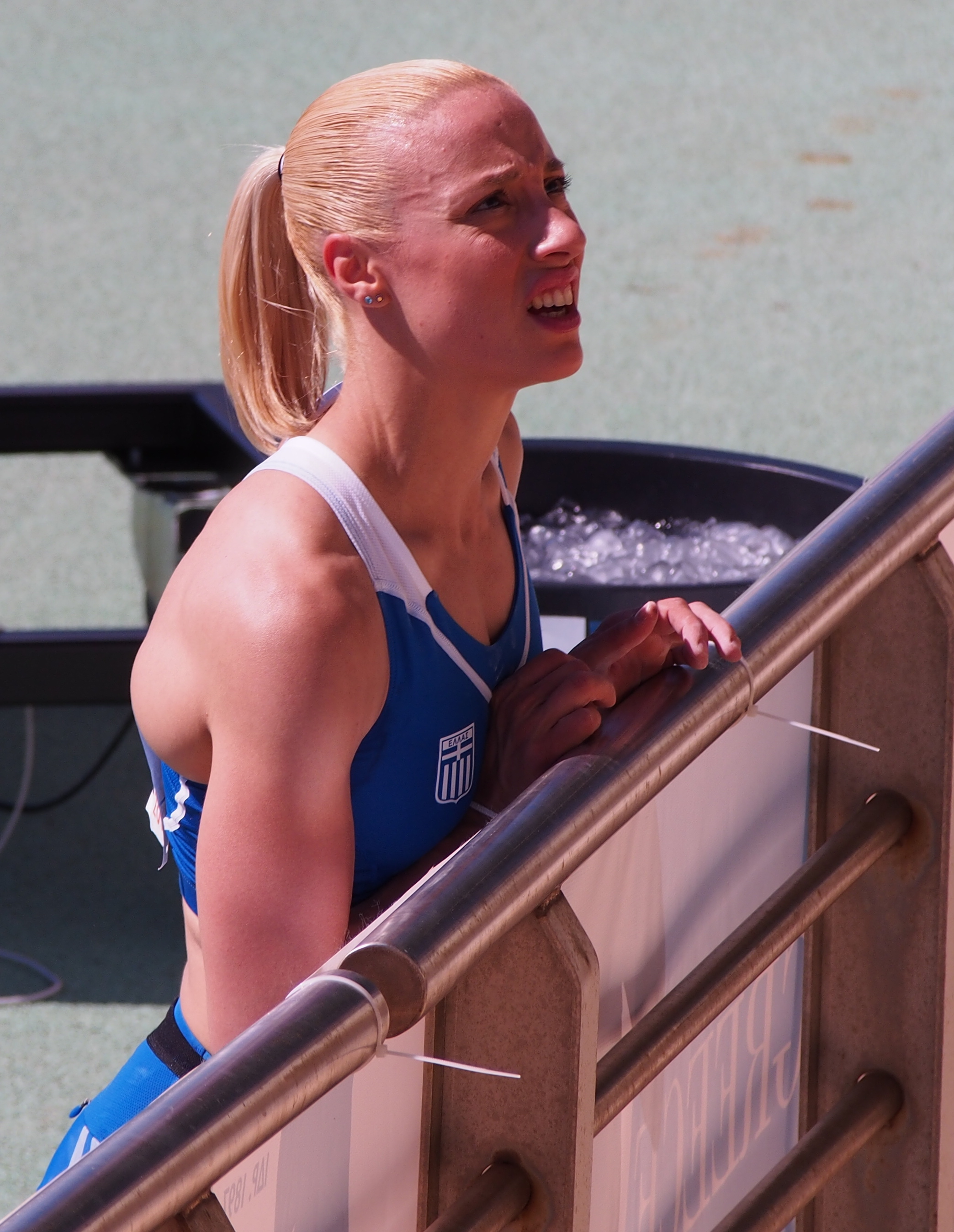
Vizeeuropameisterin Nikoleta Kyriakopoulou
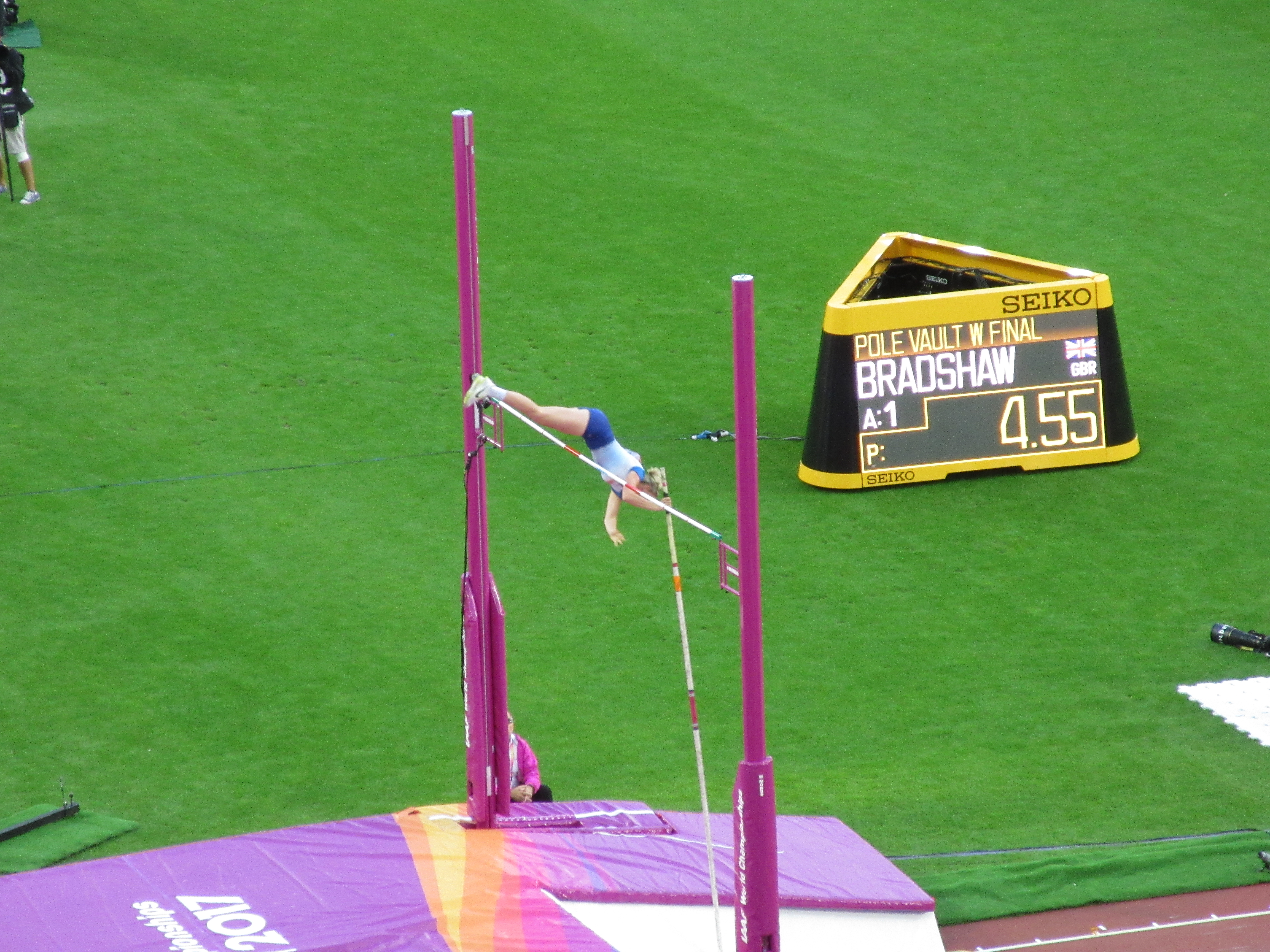
Bronzemedaillengewinnerin Holly Bradshaw
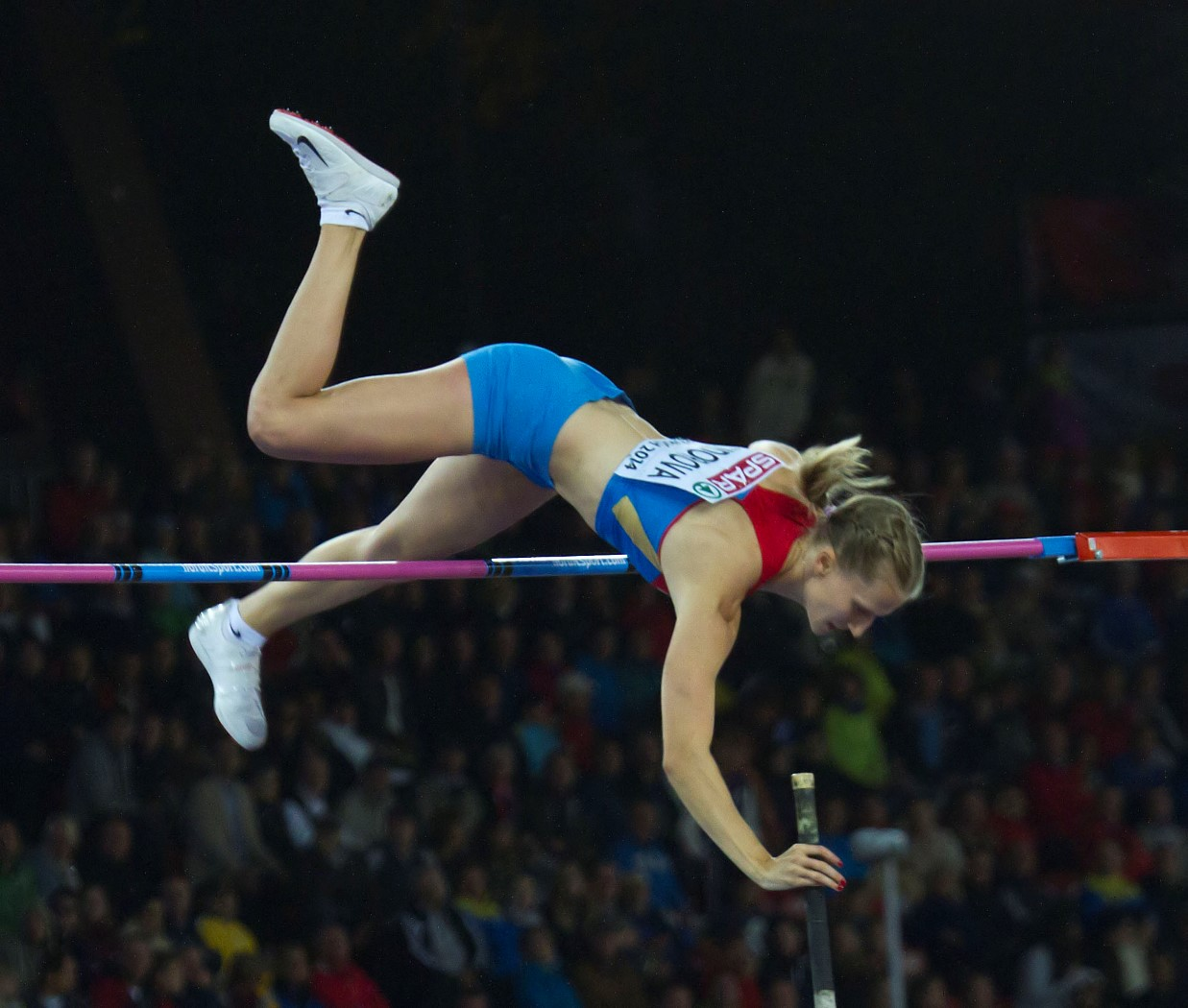
Anschelika Sidorowa belegte Rang vier

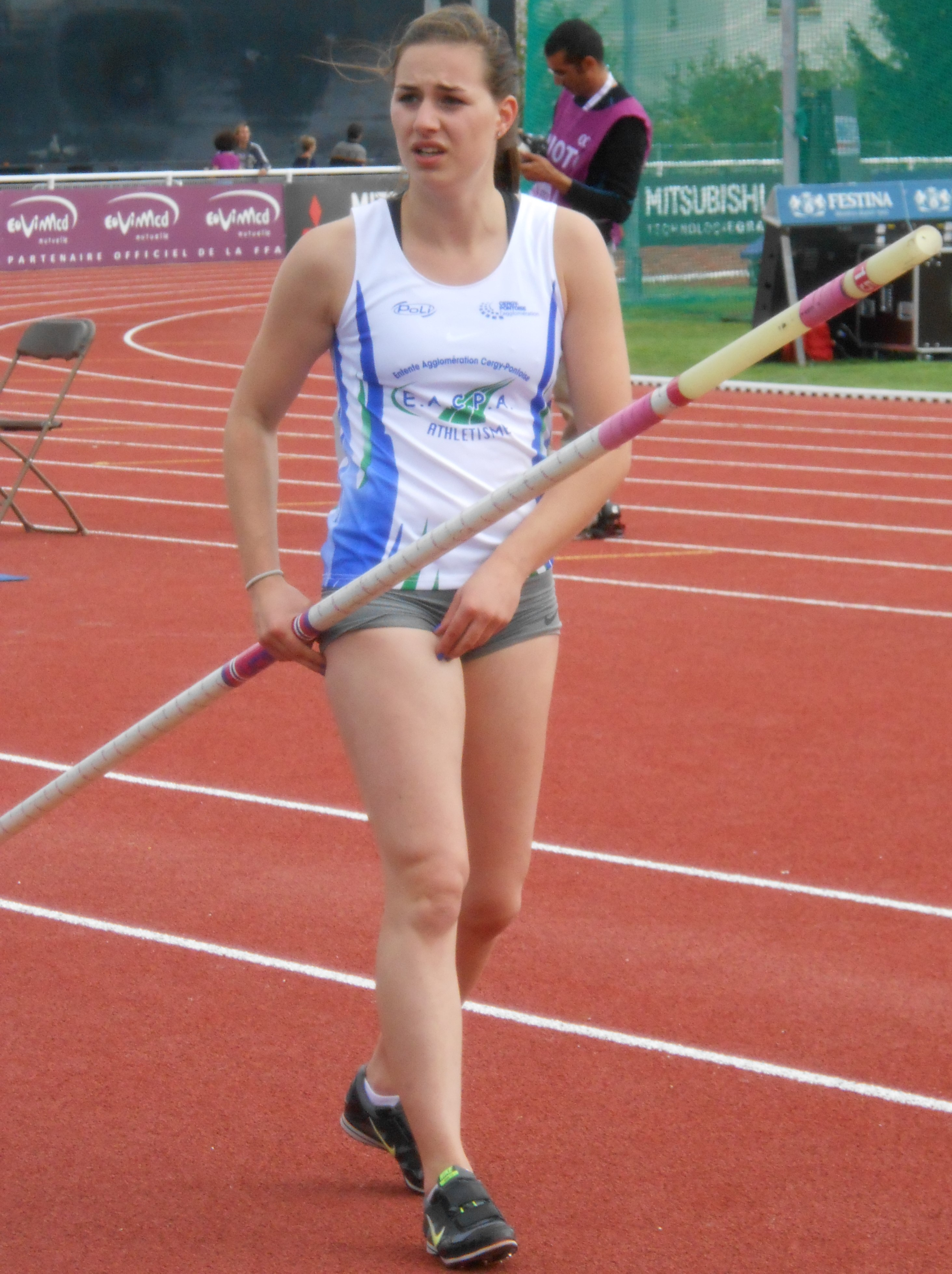
Rang fünf für Ninon Guillon-Romarin
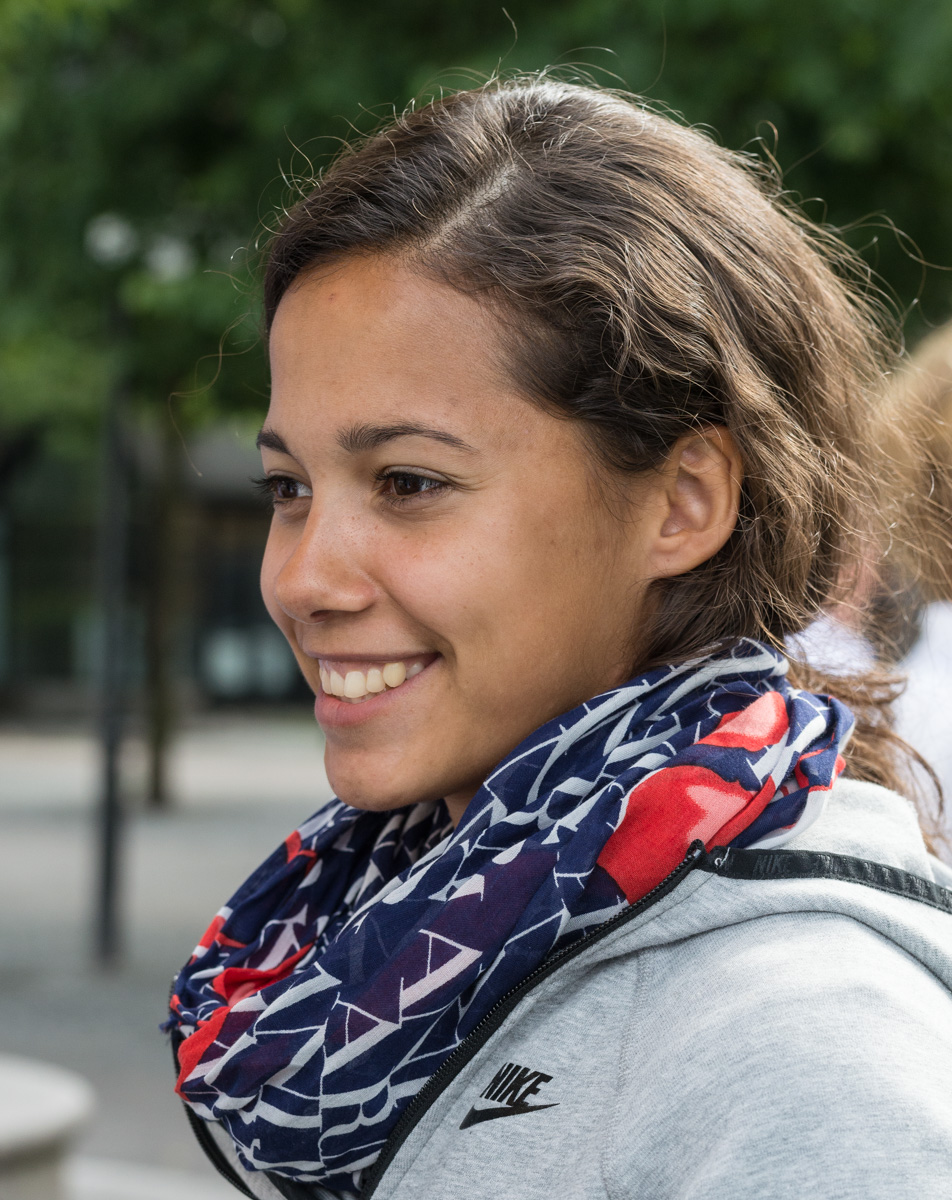
Angelica Bengtsson kam auf den sechsten Platz
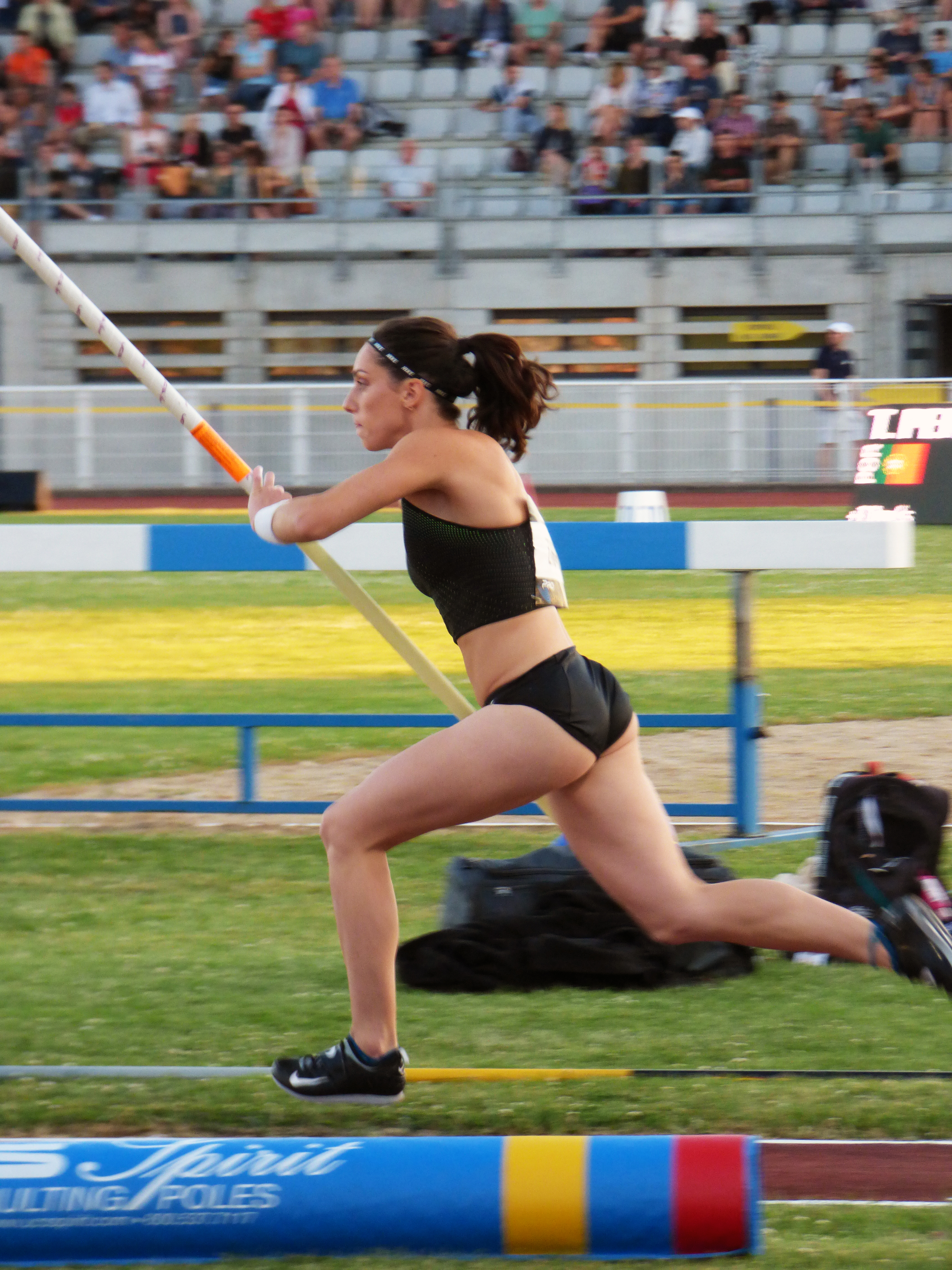
Iryna Schuk erreichte Rang sieben

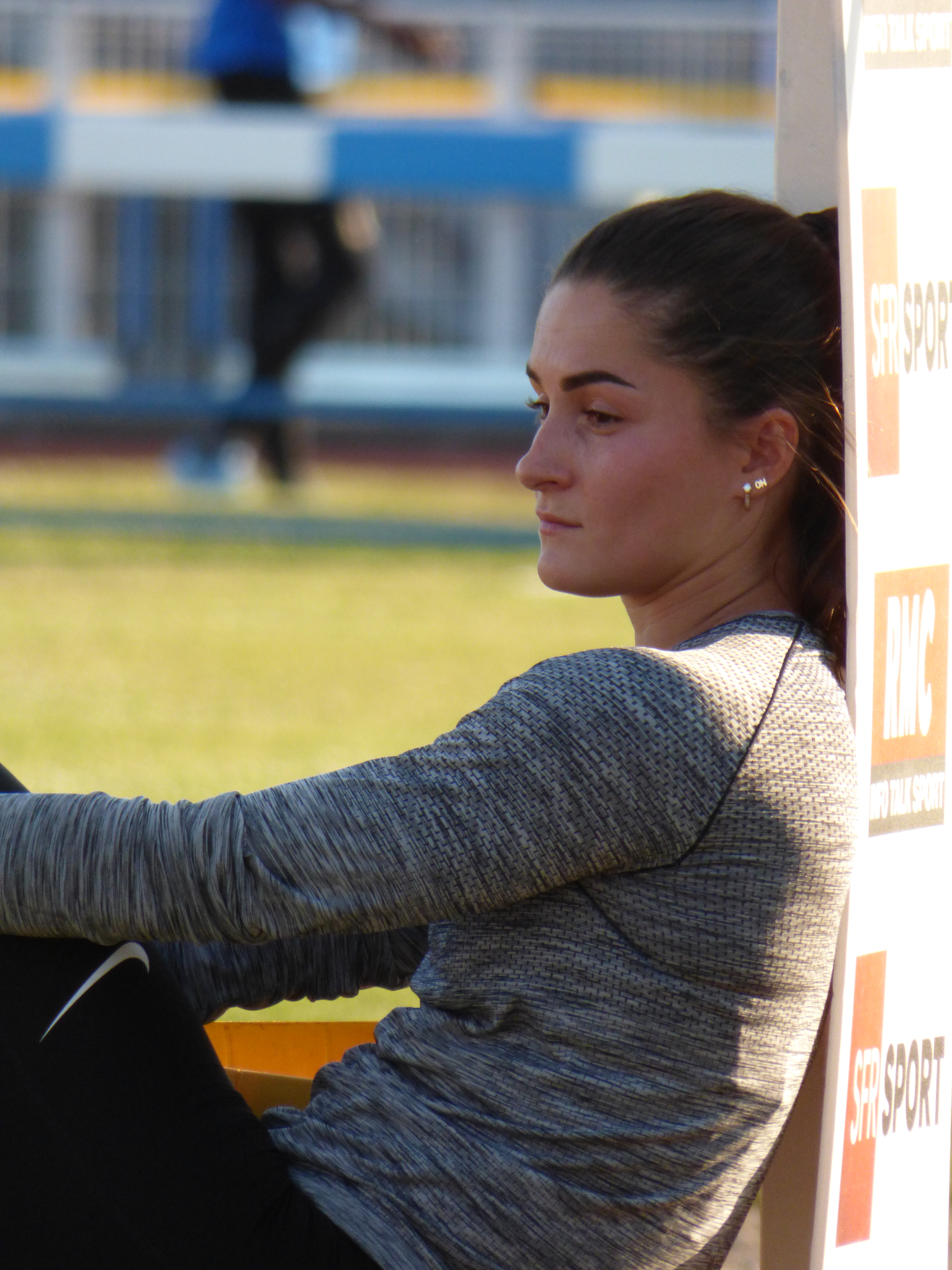
Maryna Kylypko wurde Achte
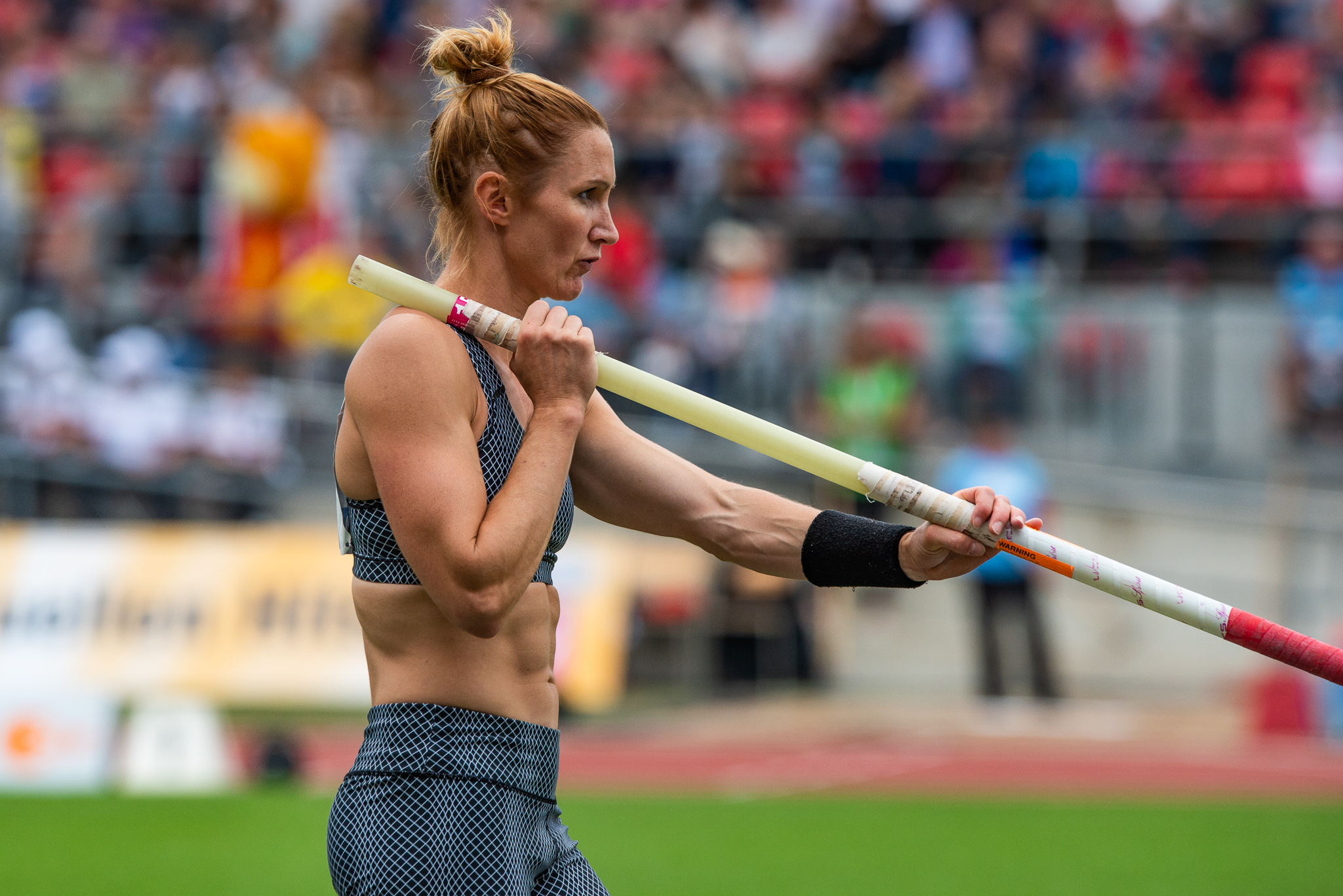
Carolin Hingst belegte Rang neun
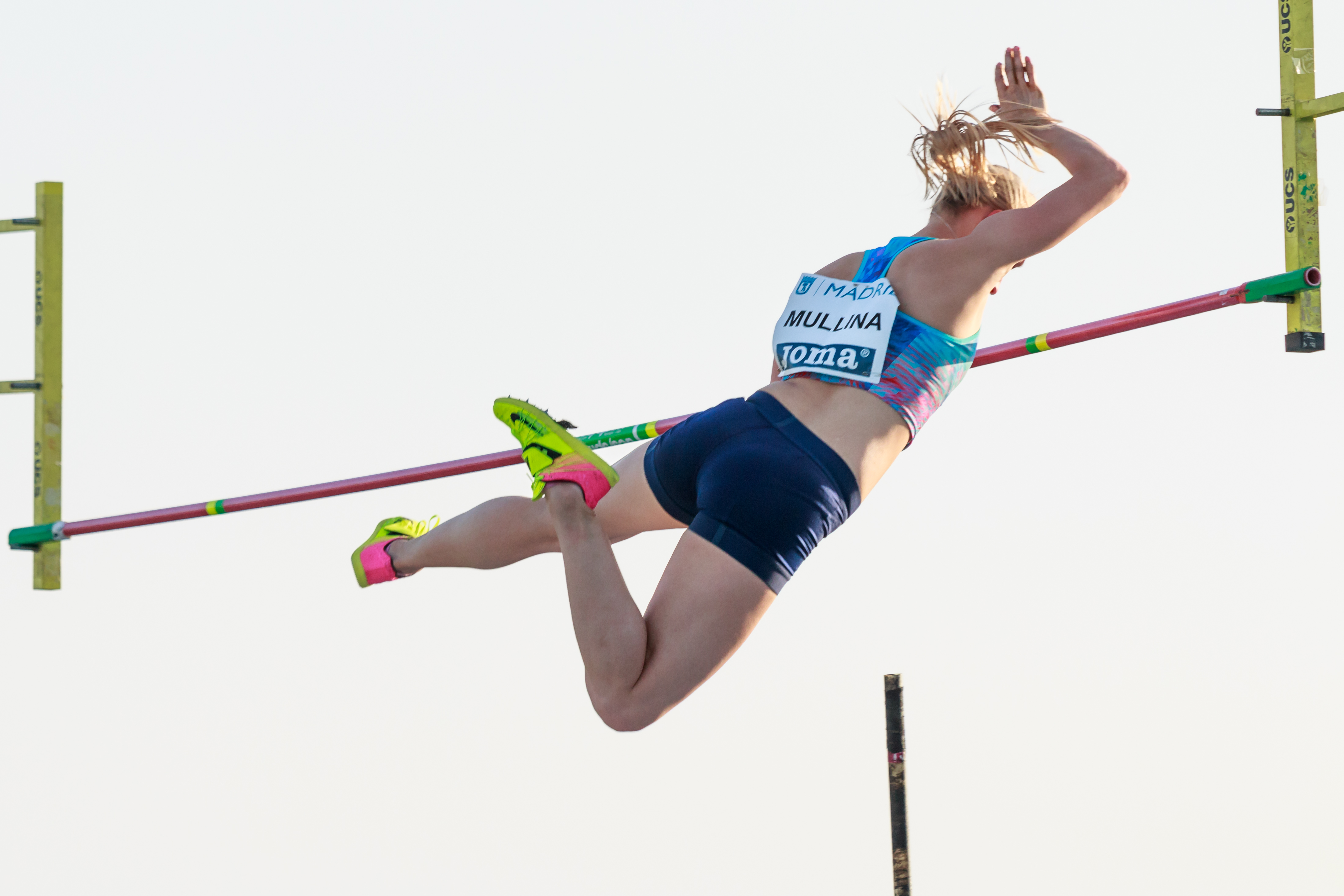
Olga Mullina kam auf den elften Platz

## Videolinks
- European Athletics Katerina Stefanidi wins second European pole vault title, youtube.com, abgerufen am 31. März 2023
- Slow Moments - women's pole vault, European Athletics Championships 2018, youtube.com, abgerufen am 31. März 2023